# Salsa alla mugnaia
La salsa alla mugnaia, o anche salsa mugnaia (in francese meunière; AFI mønjɛːʁ) è una salsa di condimento, nonché un metodo di preparazione tipico di piatti di pesce. La salsa meunière è una preparazione semplice: burro scottato reso brunastro, prezzemolo tritato e limone. La parola meunière (mugnaia) chiarisce che una preparazione di questo tipo viene cucinata previa infarinatura. Il nome si riferisce alla sua semplice natura rustica.

## Preparazione
Ci sono due modi per preparare il pesce (più comunemente, sogliola o trota). Esso viene passato nella farina insaporita (farina bianca o farina di mais) e poi rosolato, cuocendolo in una padella con una piccola quantità di burro chiarificato. Alternativamente viene fritto in padella. La frittura consente al pesce di essere più croccante, ma la salsa dovrà essere preparata separatamente. Al contrario, il pesce saltato ha una pelle più morbida, ma permette di creare la salsa al momento, aggiungendo il burro fresco, prezzemolo e limone subito dopo la cottura.
La salsa meunière è una variazione di una salsa al burro. Sebbene vi sia un accordo generale sull'aggiunta di prezzemolo e limone, talvolta vengono aggiunti ingredienti come la salsa Worcestershire, l'aceto di vino rosso o il brodo di manzo.